# Gatwick Stream
Der Gatwick Stream ist ein Wasserlauf in West Sussex, England. Er entsteht aus zwei unbenannten Zuflüssen östlich von Crawley. Er fließt zunächst in nördlicher Richtung, wendet sich dann aber nach Westen, um nördlich der Anschlussstelle 10a des M23 motorway diesen zu kreuzen und durch Crawley zu fließen. Innerhalb des Ortes wendet der Gatwick Stream sich an der Brighton Main Line der Eisenbahn erneut nach Norden und fließt entlang der Ostseite des Flughafens Gatwick zu seiner Mündung in den River Mole an der Nordostseite des Flughafens.